# Mucronella cothurnica
Mucronella cothurnica är en mossdjursart som först beskrevs av James Barrie Kirkpatrick 1888.  Mucronella cothurnica ingår i släktet Mucronella och familjen Romancheinidae. Inga underarter finns listade i Catalogue of Life.